# M67 (граната)
М67 — американська ручна граната.

## Опис
Розроблена в 1975 році для заміни застарілої гранати Mk2, що з'явилася ще в роки Першої світової війни.
Вибуховою речовиною є «Композиція В» масою 184 г (пластична композиційна вибухова речовина типу «В»). Маса всієї гранати становить 396,9 г. Корпус гранати виготовлений з важкого металу, який і є осколкоутворювачем. Діаметр гранати 6,35 см, довжина по запалу – 9,22 см. 
У гранаті використаний вбудований запал М213, що відрізняється від стандартного наявністю двох запобіжних пристроїв — звичайної чеки з кільцем і дротяної петлі, обмотаною навколо запала, яка утримує важіль. Час вигоряння запалу — 4…5 секунд.
Основним чинником ураження М67 є вибухова хвиля, радіусом суцільного ураження 15 м. Осколки мають забійну силу на відстані до 25 м. Граничною дальністю кидка середнього солдата вважається – 40 м.
Існує навчальна граната M69 яка відрізняється кольором — синій з коричневим поясом та тим, що після вигоряння запалу відбувається невеличкий хлопок (як у петарди) з випусканням диму.
Перебуває на озброєнні армії США, Канади і практично всіх армій держав НАТО.